# Campeonato Mundial de Halterofilismo de 2010 - Mais de 75 kg feminino
A categoria mais de 75 kg feminino foi um evento do Campeonato Mundial de Halterofilismo de 2010, disputado no Centro de Exposição de Antália, em Antália, na Turquia, entre 24 e 25 de setembro de 2010. 

## Calendário
Horário local (UTC+3)
| Dia            | Horário | Fase    |
| -------------- | ------- | ------- |
| 24 de setembro | 14:00   | Grupo B |
| 25 de setembro | 15:00   | Grupo A |

## Medalhistas
| Evento    | Ouro                    | Ouro   | Prata             | Prata  | Bronze                  | Bronze |
| --------- | ----------------------- | ------ | ----------------- | ------ | ----------------------- | ------ |
| Arranque  | Tatiana Kashirina (RUS) | 145 kg | Meng Suping (CHN) | 131 kg | Jang Mi-ran (KOR)       | 130 kg |
| Arremesso | Meng Suping (CHN)       | 179 kg | Jang Mi-ran (KOR) | 179 kg | Tatiana Kashirina (RUS) | 170 kg |
| Total     | Tatiana Kashirina (RUS) | 315 kg | Meng Suping (CHN) | 310 kg | Jang Mi-ran (KOR)       | 309 kg |

## Recordes
Antes desta competição, o recorde mundial da prova era o seguinte:
| Recorde         | Tipo      | Atleta            | Peso   | Local  | Data                   |
| Recorde Mundial | Arranque  | Jang Mi-ran (KOR) | 140 kg | Pequim | 16 de agosto de 2008   |
| Recorde Mundial | Arremesso | Jang Mi-ran (KOR) | 187 kg | Goyang | 28 de novembro de 2009 |
| Recorde Mundial | Total     | Jang Mi-ran (KOR) | 326 kg | Pequim | 16 de agosto de 2008   |

Os seguintes novos recordes foram estabelecidos durante esta competição.
| Arranque | 141 kg | Tatiana Kashirina (RUS) | Recorde mundial |
| Arranque | 145 kg | Tatiana Kashirina (RUS) | Recorde mundial |

## Resultado
Os resultados foram os seguintes. 
| Pos.              | Atleta                            | Grupo | Peso   | Arranque (kg) | Arranque (kg) | Arranque (kg) | Arranque (kg)     | Arremesso (kg) | Arremesso (kg) | Arremesso (kg) | Arremesso (kg)    | Total |
| Pos.              | Atleta                            | Grupo | Peso   | 1             | 2             | 3             | Resultado         | 1              | 2              | 3              | Resultado         | Total |
| ----------------- | --------------------------------- | ----- | ------ | ------------- | ------------- | ------------- | ----------------- | -------------- | -------------- | -------------- | ----------------- | ----- |
| Medalha de ouro   | Tatiana Kashirina (RUS)           | A     | 96.93  | 135           | 141           | 145           | Medalha de ouro   | 165            | 170            | 175            | Medalha de bronze | 315   |
| Medalha de prata  | Meng Suping (CHN)                 | A     | 115.72 | 120           | 126           | 131           | Medalha de prata  | 165            | 177            | 179            | Medalha de ouro   | 310   |
| Medalha de bronze | Jang Mi-ran (KOR)                 | A     | 116.12 | 125           | 130           | 130           | Medalha de bronze | 167            | 176            | 179            | Medalha de prata  | 309   |
| 4                 | Alexandra Aborneva (KAZ)          | A     | 94.84  | 113           | 117           | 120           | 5                 | 145            | 147            | 155            | 5                 | 260   |
| 5                 | Oliba Nieve (ECU)                 | A     | 92.09  | 107           | 112           | 117           | 6                 | 140            | 146            | 146            | 6                 | 258   |
| 6                 | Yuliya Dovhal (UKR)               | A     | 87.43  | 115           | 120           | 120           | 4                 | 137            | 142            | 142            | 7                 | 257   |
| 7                 | Mami Shimamoto (JPN)              | B     | 101.39 | 106           | 110           | 112           | 7                 | 137            | 140            | 144            | 10                | 252   |
| 8                 | Fumiko Jonai (JPN)                | B     | 107.22 | 100           | 103           | 103           | 13                | 140            | 144            | 148            | 4                 | 251   |
| 9                 | Sarah Robles (USA)                | B     | 122.24 | 104           | 108           | 111           | 8                 | 139            | 140            | 140            | 11                | 251   |
| 10                | Svitlana Cherniavska (UKR)        | A     | 103.60 | 106           | 110           | 110           | 12                | 134            | 138            | 141            | 8                 | 247   |
| 11                | Afaf Ibrahim (EGY)                | B     | 99.47  | 101           | 106           | 106           | 11                | 131            | 136            | 140            | 9                 | 246   |
| 12                | Kathleen Schöppe (GER)            | B     | 94.31  | 100           | 104           | 106           | 10                | 130            | 134            | 136            | 14                | 242   |
| 13                | Shaimaa Khalaf (EGY)              | B     | 110.08 | 97            | 101           | 105           | 15                | 128            | 134            | 138            | 13                | 239   |
| 14                | Liu Yun-chien (TPE)               | B     | 100.55 | 93            | 98            | 101           | 17                | 130            | 138            | 143            | 12                | 236   |
| 15                | Ümmühan Uçar (TUR)                | B     | 80.95  | 95            | 101           | 106           | 9                 | 120            | 125            | 128            | 15                | 234   |
| 16                | Sabina Bagińska (POL)             | B     | 98.79  | 100           | 102           | 104           | 14                | 125            | 125            | 130            | 16                | 227   |
| 17                | Krisztina Magát (HUN)             | B     | 102.36 | 91            | 95            | 98            | 18                | 115            | 120            | 124            | 17                | 222   |
| 18                | María Carvajal (DOM)              | B     | 89.60  | 94            | 99            | 100           | 16                | 114            | 120            | 124            | 19                | 220   |
| 19                | Annarosa Campaldini (ITA)         | B     | 97.51  | 90            | 95            | 98            | 19                | 113            | 120            | 123            | 18                | 218   |
| 20                | Tsend-Ayuushiin Ariunjargal (MGL) | B     | 104.36 | 72            | 77            | 77            | 23                | 100            | 105            | 105            | 20                | 177   |
| 21                | Sükhbaataryn Sarantsetseg (MGL)   | B     | 83.24  | 77            | 82            | 82            | 22                | 93             | 98             | 102            | 21                | 175   |
| 22                | Ganna Pustovarova (UZB)           | B     | 101.29 | 78            | 78            | 82            | 21                | 97             | 101            | 101            | 22                | 175   |
| —                 | Tania Mascorro (MEX)              | B     | 99.52  | 85            | 90            | 90            | 20                | 115            | 115            | 115            | —                 | —     |
| DSQ               | Hripsime Khurshudyan (ARM)        | A     | 86.05  | 123           | 130           | 130           | —                 | 152            | 160            | —              | —                 | —     |